# Lý Thẩm
Lý Thẩm hoặc Lý Thầm (李忱) (1202-?) là một vị vua nhà Lý trong lịch sử Việt Nam, tuy nhiên ông không được sử sách xếp vào các vua chính thống.

## Thân thế
Lý Thầm là con thứ của vua Lý Cao Tông. Mẹ ông là vợ thứ của Cao Tông nên ông không được lập làm thái tử.

Theo Đại Việt sử ký toàn thư:
Nhâm Tuất, [Thiên Tư Gia Thuỵ] năm thứ 17 [1202], (Từ tháng 8 về sau là niên hiệu Thiên Gia Bảo Hựu năm thứ 1; Tống Gia Thái năm thứ 2). Mùa xuân, tháng 3, động đất. Mùa thu, tháng 8, hoàng thái tử Thầm sinh. Đổi niên hiệu là Thiên Gia Bảo Hựu năm thứ 1.

## Được đưa lên ngôi
Tháng 7 năm 1209, vua cha Cao Tông tin lời Phạm Du, sát hại tướng Phạm Bỉnh Di. Bộ tướng của Bỉnh Di là Quách Bốc nghe tin đó, đem binh lính phá cửa Đại Thanh kéo vào nội điện để cứu chủ. Cao Tông cùng Phạm Du không chống nổi, bỏ kinh thành chạy trốn.
Quách Bốc đánh chiếm kinh thành, tôn Lý Thầm lên làm vua. Cao Tông chạy về Tam Nông (Phú Thọ) nương nhờ nhà Hà Vạn, còn Lý Sảm chạy về Hải Ấp, dựa vào Trần Lý và em vợ Trần Lý là Tô Trung Từ để đánh Quách Bốc.

Theo Đại Việt sử lược:
Mùa thu tháng 7 (1209), Phạm Bỉnh Di (秉彛) đến Kinh sư, định vào tâu việc. Có người ngăn lại nói: “Vua đã nghe Phạm Du (猷) nói trước, đang giận ông chưa nguôi.” Phạm Bỉnh Di nói: “Ta phụng sự vua hết lòng, lại bị người gièm pha sao? Huống chi có lệnh vua, ta sao trốn được!” Rồi vào. Vua sai bắt ông cùng con là Phụ (輔), giam ở Thủy viện. Muốn xử tử hình, tướng là Quách Bốc (郭卜) cùng người khác nghe tin, dẫn binh reo hò xông vào, đến cửa Đại Thành bị lính giữ cổng ngăn lại, Bốc cùng người cào cửa mà vào. Vua nghe việc gấp, vội gọi Phạm Bỉnh Di vào chỗ đá mát ở Kim Tinh giai. Chẳng bao lâu, Phạm Du cùng em là Kinh (京) từ ngự đường ra, dùng giáo ngự giết Phạm Bỉnh Di và Phụ. Bốc cùng người nghe Phạm Bỉnh Di chết, liền sai quân sĩ xông vào chỗ đá mát, dùng xe che vua ngự khiêng thi thể Phạm Bỉnh Di, lấy chiếu ngự bọc xác Phụ, vượt cửa thành ra, đi xuống phía đông triều đình. Sau đó lại vào Vạn Diên cung, đón Vương tử Thầm (忱), Vương tử Sảm (旵) trở về Hải Ấp.
Ngày Nhâm Dần, Nguyên tổ ta là Đại soái (Trần Lý) dẫn thủy quân đến Kinh sư, đón Vương tử Sảm cùng mẹ là Nguyên phi Đàm thị (譚氏) và hai người em gái cùng mẹ trở về nhà họ Đoàn (段氏) ở Hải Ấp, rồi tại nhà ấy tôn Vương tử Thầm lên ngôi. Khi ấy, gia thần của Sảm là Lưu Thiệu (劉紹) đến gặp Nguyên tổ và người đất Dao Hào (遙濠) là Phạm Ngu (范愚) nói rằng: “Thầm tuy là trưởng tử, nhưng là con thứ; Sảm tuy nhỏ, nhưng là con đích. Xin hai ngài liệu định.” Nguyên tổ bèn cùng Ngu đón Sảm về Mang Nhân (茫仁), tôn lên ngôi, hiệu là Thắng vương (勝王), giáng Thầm làm vương.
Chẳng bao lâu, Sảm lại trở về Hải Ấp, ở tại quán làng nhà họ Lưu. Lấy con gái thứ hai của Nguyên tổ làm Nguyên phi (Trần Thị Dung), phong Đàm Dĩ Mông (譚以蒙) làm Thái úy, Nguyễn Chính Lại (阮正吏) làm Tham tri chính sự, Nguyên tổ làm Minh Tự (明字), Phạm Ngu làm Thượng phẩm phụng ngự, Tô Trung Tự (蘇忠嗣) làm Điện tiền chỉ huy sứ, còn lại đều có phân bổ.

Vua (Lý Cao Tông) sai Phạm Du đi Hồng Lộ huấn luyện quân sĩ, định đánh người Thuận Lưu. Gặp lúc người Hồng đến đón đúng kỳ hẹn, nhưng Phạm Du còn tư thông với công chúa Thiên Cực, không hay đã trễ giờ, nên lỡ hẹn với người Hồng. Phạm Du bèn lên thuyền theo đường sông mà đi, đến nghỉ ở bộ Cổ Châu, rồi đi bộ đến xã Ma Lãng A Cảo, bị người Bắc Giang là Nguyễn Nậu và Nguyễn Nãi bắt, giải đến chỗ Vương tử Sảm, rồi bị giết.
Trần Lý và Tô Trung Từ mang quân đánh về kinh thành dẹp Quách Bốc. Cuối năm 1209, Lý Thầm và Quách Bốc bị dẹp. Lý Cao Tông trở lại kinh đô Thăng Long.
Sử sách chép không rõ về kết cục của Lý Thẩm và Quách Bốc. Đại Việt sử ký toàn thư ghi đại lược:
"Trừng trị bọn Quách Bốc làm loạn, xử tội theo mức độ khác nhau".
Khâm định Việt sử thông giám cương mục cũng ghi vắn tắt:
"Nhà vua dẹp yên loạn Quách Bốc, xét tội tùy theo nặng nhẹ có sai biệt".
Sách Đại Việt sử lược và Việt sử Tiêu án không đề cập tới đoạn sau của Lý Thầm và Quách Bốc. Lý Thầm ngồi trên ngai vàng ở Thăng Long được vài tháng.